# 勝山市立三室小学校
勝山市立三室小学校（かつやましりつ みむろしょうがっこう）は、福井県勝山市遅羽町に所在する公立小学校。2014年からユネスコスクール加盟校。三室遺跡が付近に位置することから児童が縄文人など古代人に扮して行う「原始運動会」が毎年の恒例行事である。

## 特色
1989年から「原始運動会」を開催している。これは、学校施設の付近に三室遺跡が存在していてグラウンドに竪穴建物が建てられていたことを理由に、児童が貫頭衣など古来の服装に身を包んで競技を行うというものである。競技のテーマも古代人の生活を反映している。例えば、2021年は四つの村に分かれた児童がそれぞれの発展を目指し、障害物を飛び越えて魚を釣る、2本の棒で石や木片を運搬するといった競技が行われた。なお、2020年には新型コロナウイルス感染症の流行を受けて中止された。
ユネスコスクール認定に先駆けて、2012年度に第20回環境自治体会議が勝山市で開催されることを踏まえ、市内の小中学校では2010年度から環境教育が実施された。三室小学校では児童が栽培したサツマイモのつるでリースを製作した。ユネスコスクール加盟後にはESD教育に注力。2019年には侵略的外来種であるセイタカアワダチソウの駆除作業や、三室川の水質調査、ホタルの生態調査といった環境教育を実施した。続く2020年にも三室川の水生生物調査を継続し、前年の結果と比較して研究を行った。

## 対外関係
同じく勝山市に所在する福井県立恐竜博物館と連携がある。2019年に開催された同館の企画展『恐竜の脳力』では、児童が開会式に出席し、恐竜の脳をテーマにしたパフォーマンスを披露した。